# Scyphostegia borneensis
Scyphostegia borneensis är en videväxtart som beskrevs av Otto Stapf. Scyphostegia borneensis ingår i släktet Scyphostegia och familjen videväxter. Inga underarter finns listade i Catalogue of Life.